# Dracoraptor
Dracoraptor é um gênero de dinossauro celofisóide que viveu durante o estágio Hettangiano do Período Jurássico Inferior do que hoje é o País de Gales, datado de 201,3 a 0,2 milhões de anos.
O fóssil foi identificado pela primeira vez em 2014 por Rob, Nick Hanigan e Sam Davies na Formação Blue Lias, localizada na costa sul do País de Gales. O gênero Dracoraptor recebeu esse nome em referência a "Draco", alusivo ao dragão galês, e "raptor", que significa ladrão, um sufixo frequentemente associado a dinossauros terópodes. A espécie-tipo, Dracoraptor hanigani, representa o dinossauro jurássico mais antigo conhecido, além de ser o primeiro esqueleto de dinossauro do período Jurássico encontrado no País de Gales.

## Descoberta e nomeação

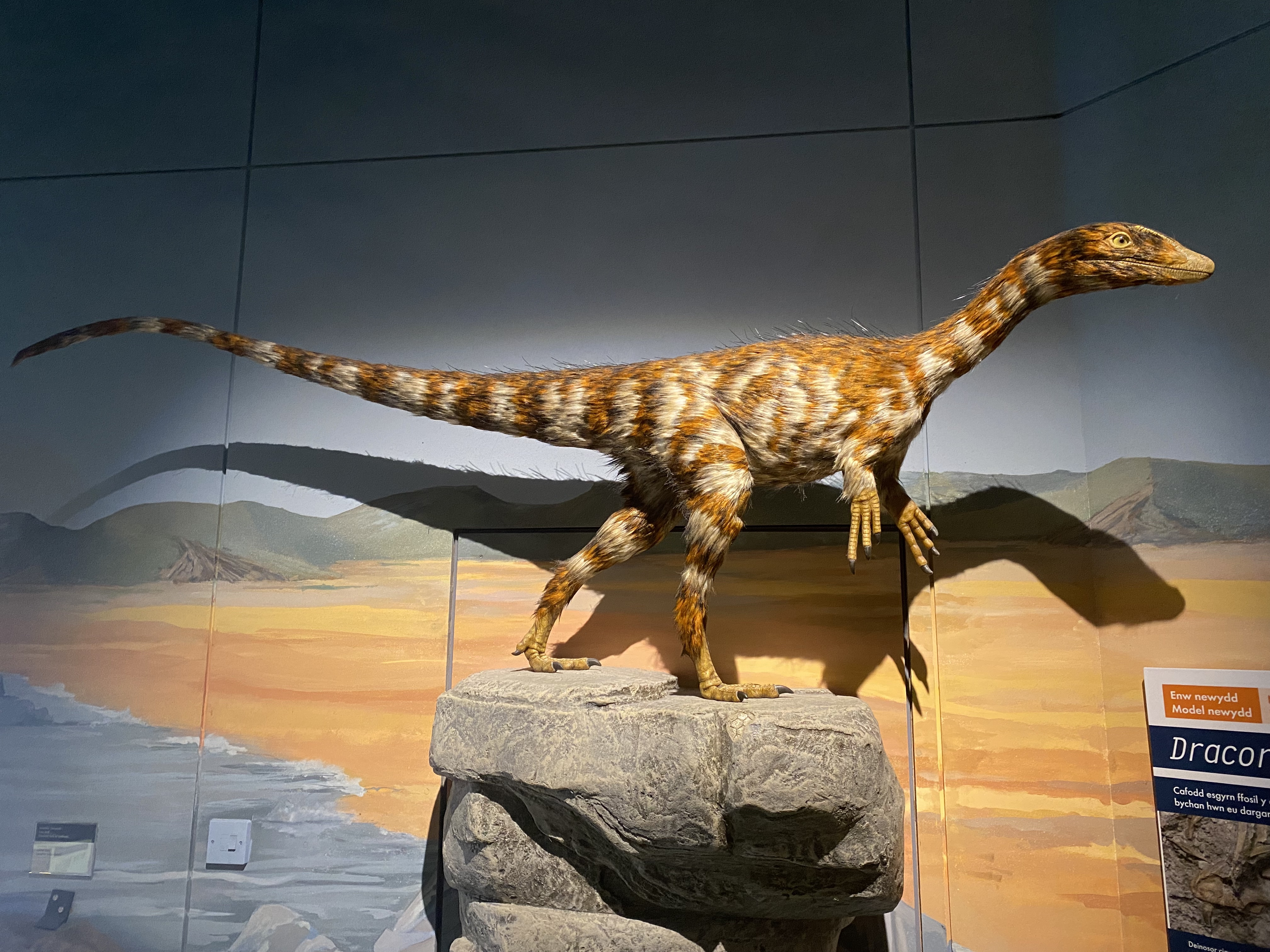
Um modelo em tamanho real de um Dracoraptor no Museu Nacional de Cardiff

Em 2014, próximos à cidade de Penarth, no País de Gales, foram encontrados os primeiros fósseis do Dracoraptor. Durante uma busca por restos de ictiossauros em Lavernock Point, um proeminente cabo ao sul de Cardiff, os irmãos e paleontólogos amadores Nick e Rob Hanigan identificaram placas rochosas contendo fósseis de dinossauros que haviam se desprendido de um penhasco de 7 metros de altura. Posteriormente, Judith Adams e Philip Manning, da Universidade de Manchester, realizaram exames de raio X e tomografia computadorizada nos fósseis. Os achados foram doados ao Amgueddfa Cymru – Museu Nacional do País de Gales, onde Craig Chivers e Gary Blackwell se encarregaram da preparação. Em 2015, o estudante Sam Davies identificou novas placas no mesmo local, contendo ossos dos pés atribuídos ao Dracoraptor.

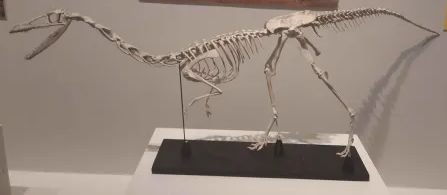
Esqueleto reconstruído de Dracoraptor hanigani na Worcester City Art Gallery & Museum

A espécie-tipo Dracoraptor hanigani, foi nomeada e descrita em 2016 pelos paleontólogos britânicos David Martill, Steven Vidovic, Cindy Howells e John Nudds. O nome genérico combina o latim draco, "dragão", uma referência ao dragão galês, com raptor, "ladrão". O nome específico homenageia Nick e Rob Hanigan como descobridores.
O holótipo, NMW 2015.5G.1–2015.5G.11, foi descoberto no Bull Cliff da Formação Blue Lias, no Reino Unido. Mais precisamente, veio de uma camada poucos metros abaixo da primeira ocorrência de amonite jurássico Psiloceras e acima dos Paper Shales que representam a fronteira litológica Triássico-Jurássico, datando precisamente o dinossauro no estágio Hettangiano mais antigo, há 201,3 milhões de anos ± 0,2 milhões de anos.

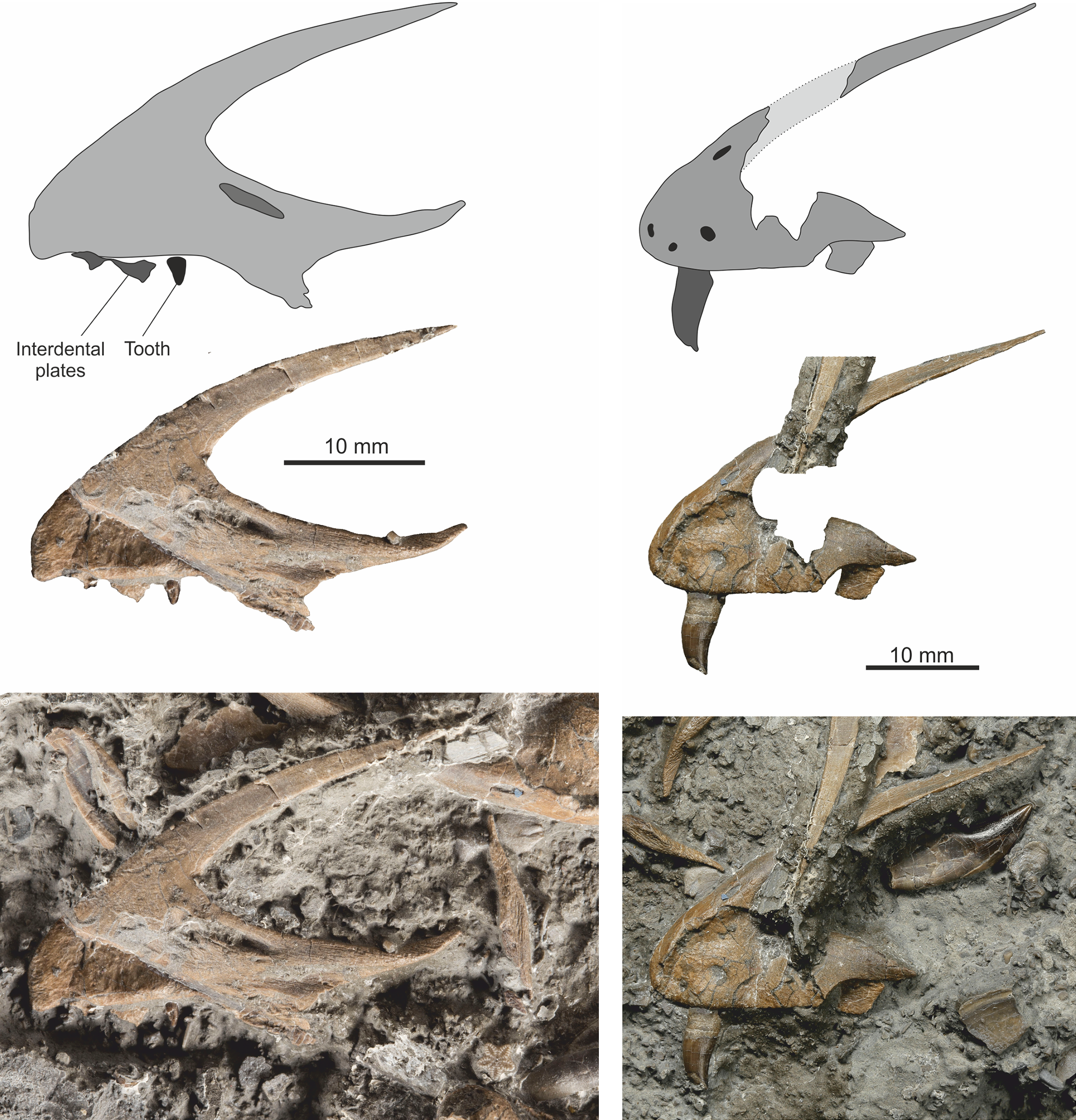
Pré-maxilares direita e esquerda (ossos da mandíbula superior mais frontais)

O holótipo corresponde a um esqueleto parcial que inclui o crânio. Entre os elementos preservados estão ambos os pré-maxilares (ossos frontais do maxilar superior), os maxilares (osso principal do maxilar superior), dentes, um lacrimal, um jugal, um pós-orbital, um esquamosal, um supraoccipital, partes dos maxilares inferiores, um possível osso hioide, duas vértebras cervicais (pescoço), vértebras dorsais (coluna), costelas cervicais, vértebras dorsais posteriores, ao menos cinco vértebras caudais anteriores (cauda), chevrons, costelas, gastralia (costelas abdominais), as partes inferiores de um membro anterior esquerdo, uma fúrcula (osso em forma de "V"), ambos os ossos púbicos, um ísquio esquerdo (osso do quadril inferior e posterior), um fêmur direito, uma tíbia (osso da canela), a parte superior de uma fíbula (osso da panturrilha), um astrágalo esquerdo (osso do tornozelo), três tarsos e três metatarsos. Cerca de 40% do esqueleto foi preservado. Assim, o Dracoraptor é o dinossauro terópode não-aviano do Mesozóico mais completo já registrado no País de Gales.

## Descrição

Comparação de tamanho do holótipo juvenil

### Tamanho e características distintivas
Dracoraptor era um bípede, assim como seus parentes. O fóssil descoberto no País de Gales tem 2,1 metros (6,9 pé) juvenil com altura de quadril de 70 centímetros (28 pol) ; os adultos podem ter 3 metros (9,8 pé) de comprimento.
Em 2016, algumas autapomorfias (características distintivas) foram estabelecidas para o Dracoraptor. As pré-maxilas possuíam apenas três dentes, uma característica basal. O jugal tinha um ramo frontal fino que se estendia até a maxila. A narina externa óssea é grande e possui um ramo fino abaixo dela. O púbis é direcionado obliquamente para a frente e é consideravelmente mais longo que o ísquio. O quarto tarso tinha um processo na parte superior.

### Esqueleto

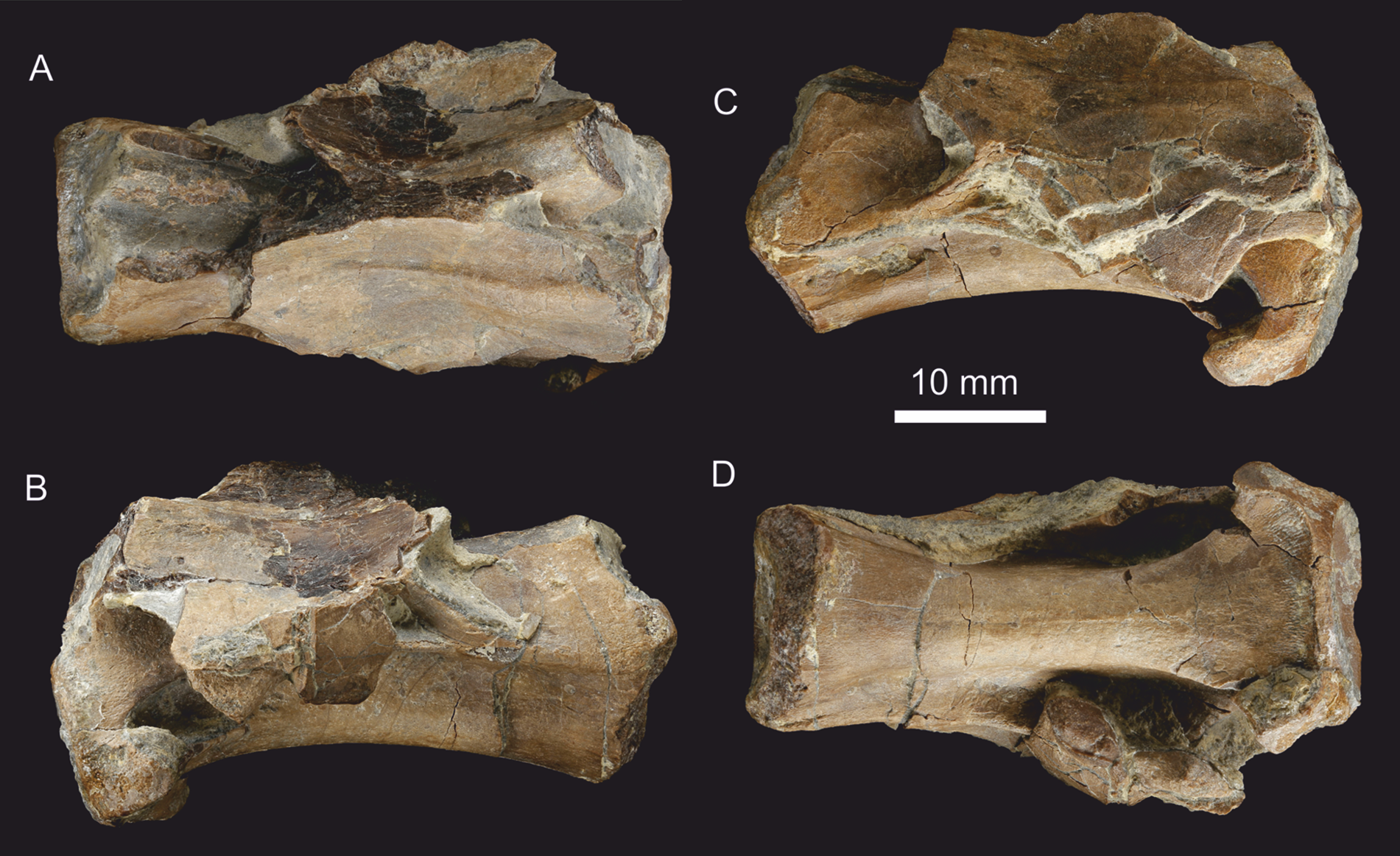
Vértebras cervicais

Na parte frontal do focinho, cada pré-maxila abraça a parte frontal de uma narina muito grande. O crânio possui três dentes pré-maxilares por lado e pelo menos sete dentes maxilares. Os dentes são recurvados ou em forma de adaga. As bordas da coroa do dente são serrilhadas com seis a oito dentículos por milímetro (0,03 em). Na borda posterior, essas serrilhas vão até a raiz; na borda frontal, elas terminam em uma posição mais alta. Em direção à ponta do dente, esses dentículos tornam-se gradualmente menores. A maxila faz fronteira com uma fenestra antorbital com uma depressão rasa. O jugal é um elemento delgado com borda inferior reta, ramo anterior fino sobreposto pelo ramo posterior da maxila e processo ascendente em direção ao lacrimal, fino, mas não pontiagudo. O lacrimal é retangular e comprimido no meio.

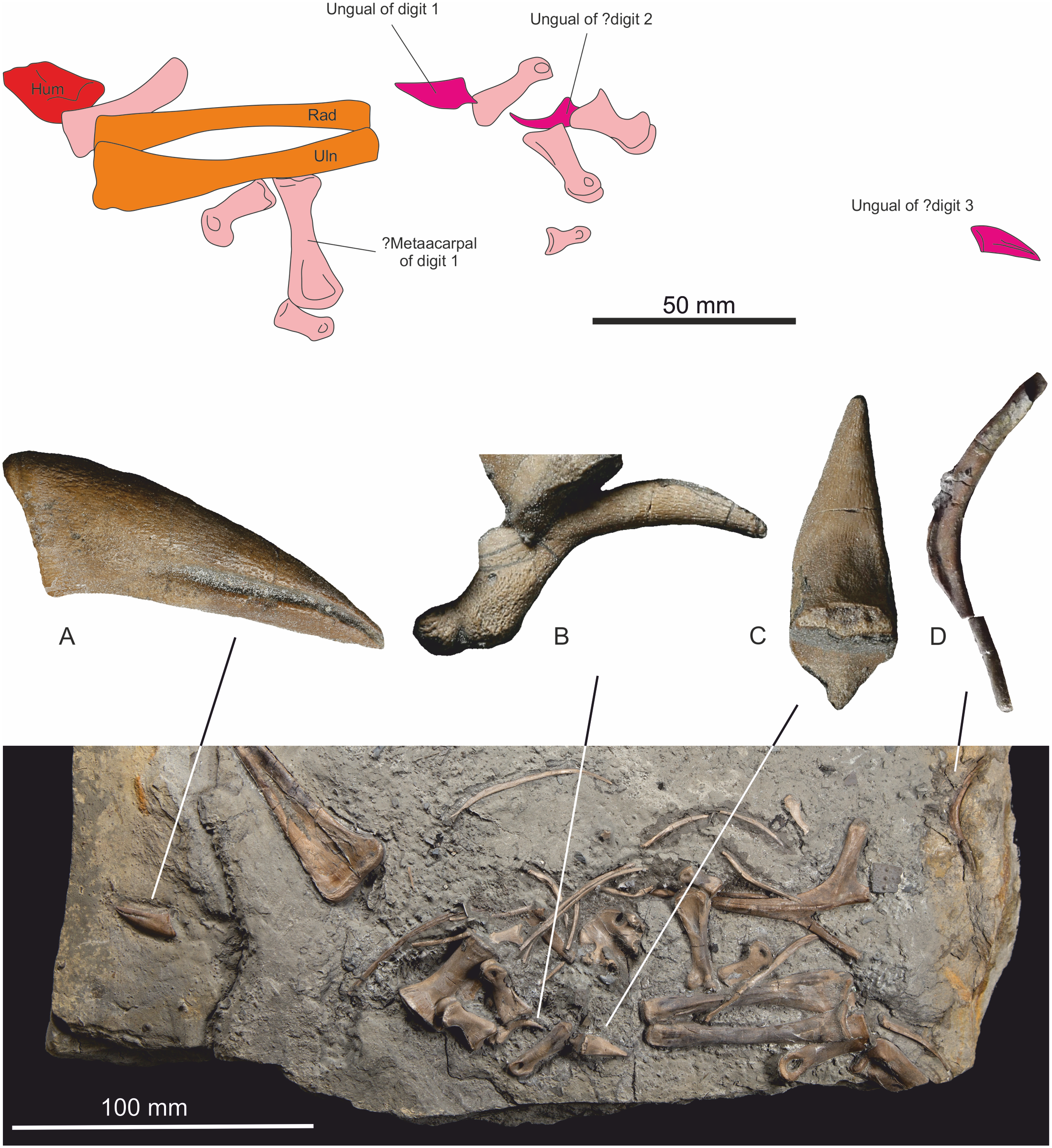
Elementos da mão e a fúrcula na extrema direita

As vértebras cervicais são alongadas, opistocélicas, ou seja, com corpo vertebral convexo na frente e côncavo atrás, e coroadas por espinhos neurais baixos. Suas partes inferiores são ligeiramente convexas e suas seções transversais são retangulares. Na parte frontal, o corpo vertebral é perfurado por uma pleurocele, uma depressão com uma abertura pneumática para a entrada do saco de ar no interior da vértebra. As vértebras da cauda tinham duas quilhas paralelas na parte inferior, que se afunilavam em direção à frente. Seus processos laterais são planos e largos.
Foi relatada a presença de uma fúrcula. Fúrculas raramente foram recuperadas de fósseis de terópodes primitivos; outros exemplos incluem os de Segisaurus e Coelophysis. Os ossos do antebraço, a ulna e o rádio, tinham um comprimento de cerca de sete centímetros. Elementos de mão estão presentes, mas uma fórmula das falanges não pôde ser determinada.
No pélvis, o púbis tinha um comprimento de 212 milímetros. Ela aponta obliquamente para a frente. O pé púbico é moderadamente alargado em vista lateral, tanto na frente quanto atrás. A diáfise do ísquio tem 129 milímetros de comprimento, nitidamente mais curta que a diáfise púbica. Na borda frontal superior está presente um processo obturador retangular, formando uma incisura obturadora clara com a diáfise isquiática. O eixo se abre para baixo, em um pé isquiático.
No fêmur, o trocanter menor tem cerca de dois terços da altura do trocanter maior e é separado dele por uma fenda em forma de V. Um quarto trocanter claro está presente. No pé, o terceiro metatarso tinha um comprimento de 116 milímetros.

## Classificação

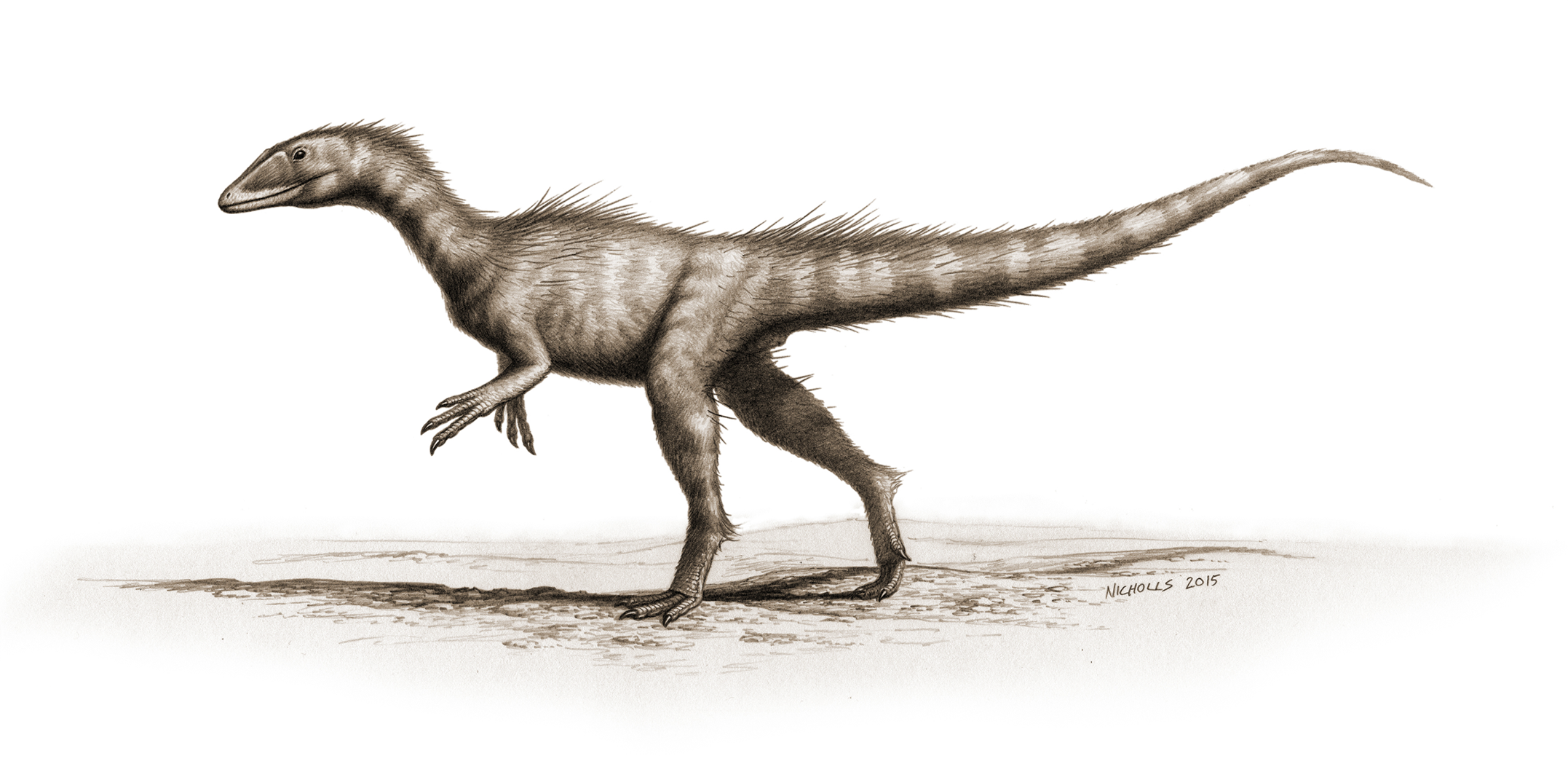
Restauração da vida

Uma análise cladística em 2016 determinou que o Dracoraptor era um membro basal, posicionado baixo na árvore evolutiva, dos Neotheropoda. Era o celofisóide mais basal.
As afinidades precisas do Dracoraptor são indicadas por suas várias características. A constituição da pélvis mostra que era um dinossauro saurísquio. Entre os dinossauros, os dentes achatados transversalmente em forma de adaga são encontrados apenas em Theropoda. A filiação ao clado Neotheropoda é comprovada pela depressão rasa ao redor da janela antorbital, pela posição anterior de uma pleurocele nas vértebras do pescoço e pela presença de uma incisura obturadora no ísquio. A posição no Coelophysoidea é mais incerta. O Dracoraptor não compartilha claramente muitas das sinapomorfias do grupo, como um ramo jugal arredondado em direção ao lacrimal. Isso explica sua posição basal na análise. A preparação posterior dos fósseis pode fornecer informações adicionais sobre sua filogenia.

## Paleobiologia

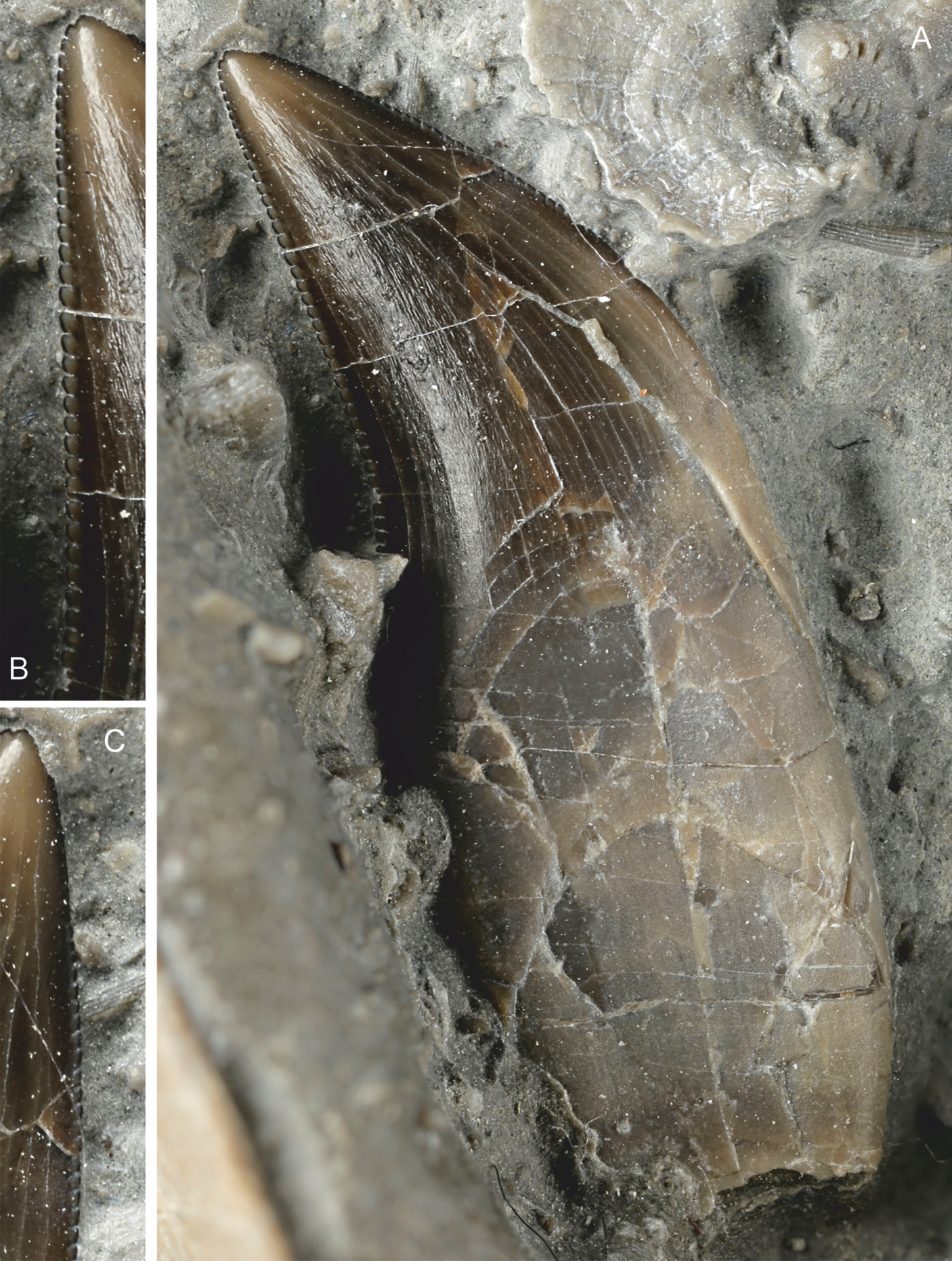
Dente de Dracoraptor

No final do Período Triássico, cerca de metade das espécies da Terra foram extintas no evento da extinção Triássico-Jurássico. Este evento de extinção permitiu que os dinossauros se tornassem os animais terrestres dominantes. Os maiores predadores terrestres no final do Triássico foram os Rauisuchia, grandes répteis quadrúpedes que desapareceram na extinção, abrindo caminho para que os dinossauros carnívoros se tornassem os predadores terrestres dominantes.
O Dracoraptor tinha dentes pontiagudos e serrilhados, indicando que era um carnívoro. Mas os dentes eram pequenos, com cerca de um centímetro de comprimento, o que mostrava que ele comia pequenos animais vertebrados. No início do Jurássico, o Sul de Gales era uma área costeira com várias pequenas ilhas em um mar raso e quente. A área que hoje é Lavernock Point ficava no mar, então o cadáver do Dracoraptor provavelmente foi levado pela água da terra ao norte para o mar. Apesar da falta de dados sobre sua ecologia, os autores em 2016 o ilustraram provisoriamente como um “predador e necrófago costeiro”.
O Dracoraptor é o mais antigo dinossauro jurássico conhecido. Vidovic afirmou: "Então este dinossauro começa a preencher algumas lacunas em nosso conhecimento sobre os dinossauros que sobreviveram à extinção do Triássico e deram origem a todos os dinossauros que conhecemos do Jurassic Park, livros e TV" e "Os dinossauros diversificaram e povoaram os nichos ecológicos no Jurássico Inferior."